# Луций Миниций Натал Квадроний Вер
Луций Миниций Натал Квадроний Вер (лат. Lucius Minicius Natalis Quadronius Verus) — римский политический деятель первой половины II века.
Натал происходил из Барцино, города в Тарраконской Испании. Его отцом был консул-суффект 106 года Луций Миниций Натал. Квадроний начал свою карьеру с должности монетария. После этого он служил в трех легионах (I Вспомогательном в Дакии около 115 года, XI Клавдиевом в Мёзии примерно в тот же период и в XIII Парном в Нижней Паннонии в 116/117 году, вероятно, в то время, когда его отец там был наместником) в качестве военного трибуна. В качестве кандидата императора Адриана около 121/122 года Вер находился на посту квестора. Так как Адриан во время его первого крупного путешествия летом 121 года не брал с собой квесторов, Натал мог сопровождать своего отца в Африку, где тот служил проконсулом.
Около 125/126 года как кандидат император Вер получил должность народного трибуна. Позже Натал служил претором в 127 или 128 году. В 129 году он принял участие в Олимпийских играх, где одержал победу в гонке на колесницах. Приблизительно в 130/131 году он был назначен легатом VI Победоносного легиона, дислоцировавшегося в Британии. После своего возвращения он стал префектом алиментарного фонда, а также куратором Фламиниевой дороги.
Вершиной карьеры Квадрония был пост консула-суффекта, на котором он находился в 139 году. Затем он был в Риме куратором общественных работ и религиозных учреждений, в 140—144 годах наместником Нижней Мёзии. Карьеру Вер окончил должностью проконсула Африки около 154 года. Он завещал колонистам Барцино состояние в 100 тысяч сестерциев.